# شبك (مادة)

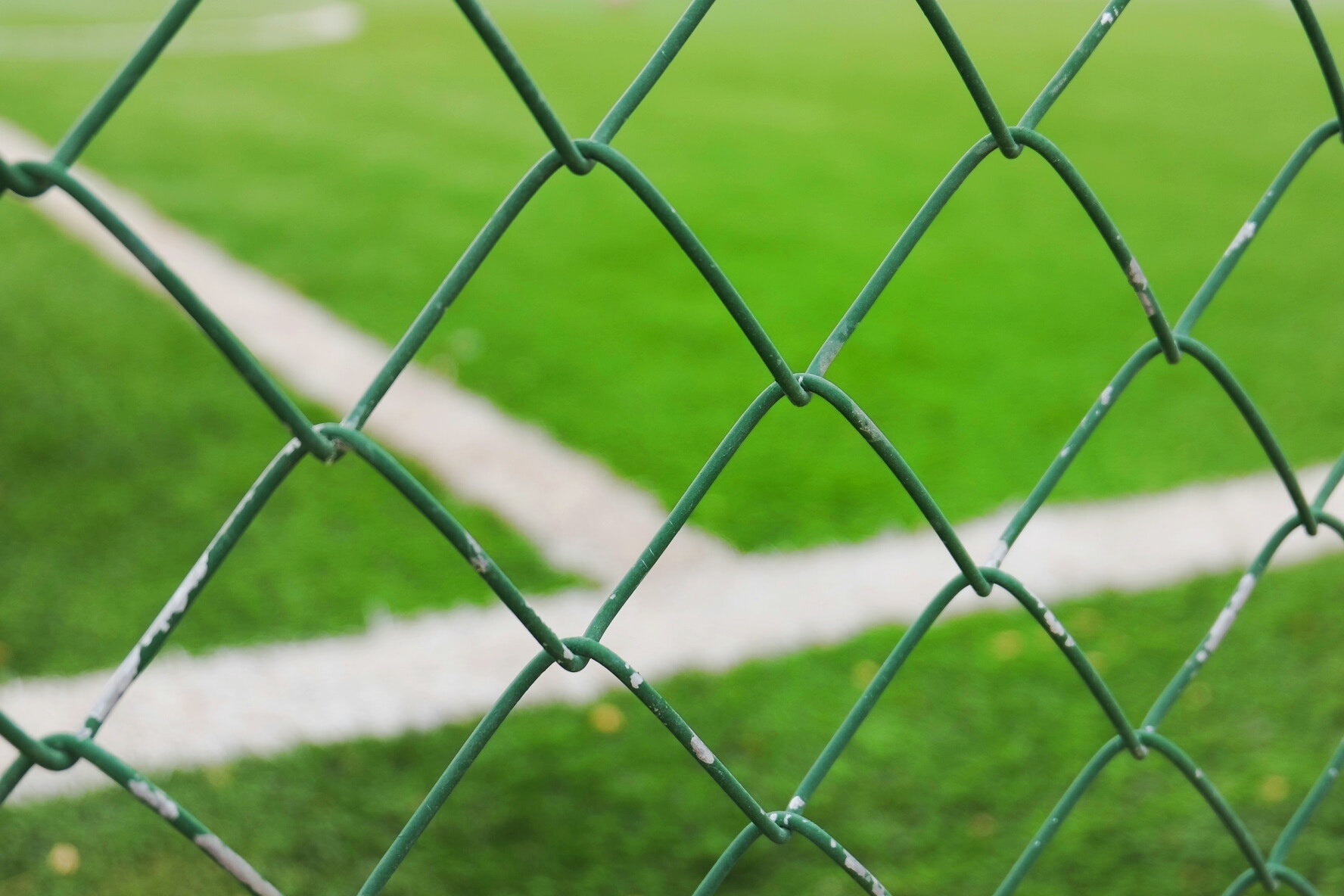
شبك سلكي حول الملعب

الشبك هو حاجز مصنوع من خيوط مترابطة من المعدن أو الألياف أو غيرها من المواد المرنة أو القصيفة. يشابه الشبكُ السلكي الشباك المنسوجة حيث تحتوي على العديد من الخيوط المرفقة أو المنسوجة.

## الأنواع
- الشبكة اللدنة (بلاستيكية) ويمكن أن تكون مصنوعة من البولي بروبلين أو البولي إيثيلين أو النايلون أو PVC أو PTFE.[1]
- قد يتم نسج الشبكة المعدنية أو حياكتها أو لحامها أو توسيعها أو حفرها كيميائيًا أو تشكيلها بالكهرباء بـ(مرشح الشاشة) من الفولاذ أو المعادن الأخرى.
- في الملابس، تكون الشباك منسوجة وتُستخدم هذا الشباك بشكل متكرر للقمصان الرياضية الحديثة والملابس الأخرى مثل الجوارب والملابس الداخلية
- شبك ترقيع الجلد هو رقعة جلدية تم تشريحها بشكل منهجي لإنشاء شبكة. شبك ترقيع الجلد يوفر تغطية مساحة أكبر على الجلد، كما يسمح بخروج السوائل المصلية أو أي سوائل. ومع ذلك، فإنه ينتج مظهرًا مرصوفًا بالحصى عند الشفاء وقد يبدو في النهاية أقل إرضاءً من الناحية الجمالية.[2]
- شبكة الألياف الزجاجية وهي نمط متقاطع منسوج بدقة من خيوط الألياف الزجاجية التي يمكن استخدامها لإنشاء منتجات جديدة مثل شاشات الأبواب ومكونات الترشيح والأشرطة اللاصقة المقواة. عادة ما يتم رشها بطلاء بي في سي لجعله أقوى وليدوم لفترة أطول ويمنع تهيج الجلد.
- هناك أيضا نسيج السلك الملفوف هو نوع من الشباك التي يتم إنشاؤها بواسطة لفائف الأسلاك المعدنية المتشابكة عبر طريقة اللولبة البسيطة. ثم يتم نسج اللوالب الناتجة معًا لإنشاء لوحة نسيج معدنية مرنة. شبكة النسيج السلكية الملفوفة هو منتج يستخدمه المهندسون لتصميم الهياكل التجارية والسكنية. كما أنها تستخدم في الأماكن الصناعية لحماية الموظفين واحتواء الحطام. بالإضافة إلى ذلك، يتم استخدام هذا الشبك أيضا في أقفاص حديقة الحيوانات.[3]

## الإستخدامات
- غالبًا ما تُستخدم الشبكات لمنع الحشرات. كالشاشات السلكية على النوافذ والناموسيات.
- يمكن استخدام الشاشات السلكية للوقاية من إشعاع التردد اللاسلكي، على سبيل المثال في أفران الميكروويف وأقفاص فاراداي.
- تستخدم مرشحات من شبكات الأسلاك المعدنية والنايلون في تنقية المياه.
- يتم استخدام الشبكات السلكية في الحراسة للمناطق الآمنية وكحماية على شكل شاشات منع تخريب.
- يمكن تصنيع شبكة سلكية لإنتاج مقاعد الحديقة وسلال النفايات وسلال أخرى لمناولة المواد.
- الشبكات المنسوجة أساسية لطباعة الشاشة الحريرية.
- تُستخدم الشبكة الجراحية لتوفير هيكل تقويمي في العمليات الجراحية مثل جراحة الفتق الإربي وإصلاح الفتق السري.
- سياج للماشية أو الدواجن مثل أسلاك الدجاج.